# テクノプラス (魚津市)
テクノプラス株式会社は、富山県魚津市に本社を置くプラスチック製品（樹脂コネクター）および樹脂金型の製造販売を行う企業である。

## 概要
金型設計から樹脂加工まで一貫生産を行っており、特に微細コネクターなどを得意としている。
県内では魚津市内の本社の他、滑川市に滑川工場、中新川郡上市町に上市工場が置かれている。

## 沿革
1985年に個人創業し、1986年7月30日に設立、1988年に金型部門を立ち上げ、1990年に上市工場を増設した。2003年には、ISO9001認証を取得している。

## 関連会社
- 立山精密株式会社[1]。
- 株式会社モジュールシステム[3]